# Заготскот (Новосибирская область)
Заготскот — упразднённый аул в Коченёвском районе Новосибирской области России. Входил в состав Целинного сельсовета. Исключен из учётных данных  в 2005 году.

## География
Точное местоположение аула не известно. 
В Новосибирской области известен населённый пункт Заготскот в Купинском районе. 
Урочище Заготскот находится в Доволенском районе к северо-западу от оз. Плеханово по координатам 54°22'N 79°21'E (карта N-44-051,
код ГСКН 0264149)

## История
Упразднён Законом Новосибирской области от 09.12.2005 г № 360-ОСД.

## Население
По данным переписи 2002 году в поселке отсутствовало постоянное население.